# Death SS
Death SS is een Italiaanse metalband die in 1977 werd geformeerd in Pesaro. Hun muziek combineert elementen van horror en occultisme met metal. De oprichter en het enige overgebleven oorspronkelijke lid Steve Sylvester ziet de band als een magisch muzikaal project en was lange tijd lid van de Ordo Templi Orientis, de Italiaanse tak waarvan hij toezicht hield. In het begin speelde de band heavy metal, later kwamen er andere invloeden binnen, bijvoorbeeld van nu metal.
De bandnaam verwijst niet naar het Schutzstaffel van de NSDAP, maar staat voor 'In Death of Steve Sylvester' en verwijst dus naar de naam van hun zanger. Hij vertegenwoordigt de dood van zijn oude ik en zijn wedergeboorte als een entiteit binnen de band. Hij benadrukt ook dat Death SS geen politieke band is en absoluut niets te maken heeft met nazi-zaken.

## Bezetting
Oprichters
- Steve Sylvester (zang, tot 1982, 1987–2008, sinds 2012)
- Paul Chain (gitaar, tot 1984)
- Danny Hughes (Daniele Ugolini) (basgitaar, tot 1978, † 1983)
- Tommy Chaste (Tomaso Castaldi) (drums, tot 1979)

Huidige bezetting
- Steve Sylvester (zang)
- Al De Noble (gitaar, 2007–2008, sinds 2012)
- Glenn Strange (basgitaar, 2005–2008, sinds 2012)
- Freddy Delirio (keyboards, 1994–1996, 2005–2008, sinds 2012)
- Bozo Wolff (drums, sinds 2012)

Voormalige leden
- Sanctis Ghoram (zang, 1982–1984, † 2004)
- Claude Galley (gitaar, 1980–1981)
- Christian Wise (gitaar, 1987–1989)
- Kurt Templar (gitaar, 1987–1991)
- Alberto Simioni (gitaar, 1989)
- Kevin Reynolds (gitaar, 1989–1991)
- Maurizio Figliolia (gitaar, 1991)
- Jason Minelli (gitaar, 1991–1994)
- Al Priest (gitaar, 1991–1994)
- Vincent Phibes (gitaar, 1994–1997)
- Felix Moon (gitaar, 1994–1998)

- Emil Bandera (gitaar, 1996–2006)
- Simon Garth (Ilario Danti) (gitaar, 1998)
- Simon Garth (Nardo Lunardi) (gitaar, 1998)
- Francis Thorn (gitaar, 2007–2008)
- Danny Hughes (Gabriele Tommasini) (basgitaar, 1978–1982)
- Claude Galley (basgitaar, 1982–1984)
- Erik Landley (basgitaar, 1987–1989)
- Marc Habey (basgitaar, 1989–1990)
- Andy Barrington (basgitaar, 1990–1993)
- Judas Kenton (basgitaar, 1994–1996)
- Andrei Karloff (basgitaar, 1997–1999)

- Kaiser Sose (basgitaar, 1999–2002)
- Bob Daemon (basgitaar, 2002–2005)
- Marcel Skirr (keyboards, 1992–1993)
- Oleg Smirnoff (keyboards, 1997–2005)
- Tommy Chaste (Franco Caforio) (drums, 1979–1980)
- Tommy Chaste (Andrea Vianelli) (drums, 1981–1984)
- Boris Hunter (drums, 1987–1991)
- Ross Lukather (drums, 1991–1997, 2005)
- Anton Chaney (drums, 1997–2005)
- Dave Simeone (drums, 2006–2008)

## Geschiedenis
Steve 'The Vampire' Sylvester richtte in 1977 Death SS op met Paul 'Death' Chain, Danny 'Mummy' Hughes en Thomas 'Werewolf' Chaste. Even later trad Claud 'Zombie' Galley toe tot de band. De bandleden gebruikten pseudoniemen, die door leden werden doorgegeven aan hun opvolgers, vooral in de vroege fase van de band. Alice Cooper en Kiss, die in Sylvesters jeugd zijn grootste idolen waren geweest en de films van Hammer Film Productions hadden grote invloed. Evenzo waren Clive Jones en zijn band Black Widow altijd een belangrijke invloed en werden ze meerdere keren gecoverd door Death SS. In 1981 nam de band de demo Horned God of the Witches op, die snel bijval oogstte in de underground. Optredens werden gemaakt in kostuums, die overeenkomen met de bijnaam. Sylvester vindt dat het imago van een band bij hun muziek moet passen en hecht veel belang aan hun esthetiek en choreografie. Vanwege psychische problemen nam Sylvester vanaf 1982 niet meer deel aan Death SS. Hij was kort weer actief met Death SS in 1984, maar Paul Chain stapte uit de band om soloplannen te verwezenlijken en de rest van de band viel kort daarna uiteen.
Nadat Sylvester naar Florence was verhuisd, zocht hij naar nieuwe leden. Pas in 1987 werd een verzameling van de oude demo's en ep's uitgebracht, het jaar daarop volgde met ... in Death of Steve Sylvester het debuutalbum. Sylvester verklaart 1988 als het jaar van de heroprichting, omdat hij de band nooit meer heeft verlaten. Op dat moment nam hij een satanische eed die hij moest respecteren. Het in 1989 uitgebrachte Black Mass gebruikte elementen van het gregoriaans, een noviteit in metal, die de band in het buitenland bekend maakte. In Duitsland zorgde de bandnaam echter herhaaldelijk voor verwarring, waarom o.a. voor het in 1992 uitgebrachte livealbum The Cursed Concert extra een tweede booklet werd ontworpen. Exemplaren bestemd voor de detailhandel in Duitsland ontvingen een booklet gedrukt met de volledige bandnaam.
Tijdens de komende jaren verschenen meer albums en ep's met wisselende bezettingen met onregelmatige tussenpozen. Op het derde album Heavy Demons veranderde de band naar een meer eenvoudige stijl, waarbij de metal-elementen boven de horrorcomponenten uitkwamen. Daarna begon Steve Sylvester een solocarrière en bracht hij in 1993 zijn eerste soloalbum Free Man uit, voordat hij terugkeerde naar Death SS. Na Do What Thou Wilt uit 1997, waaraan de band voor het eerst werkte met een toetsenist die het personage 'Phantom of the Opera' speelde en het soloalbum Mad Messiah, verminderde Sylvester de thelemische referenties omdat hij deze uitputtend vond en hij zichzelf niet wilde herhalen. Ze zijn echter nooit helemaal verdwenen. Bovendien vloeiden van het album Panic meer industriële elementen in het geluid van de band, die werden uitgebreid op de volgende Humanomalies. Het uiterlijk van de band onderging ook ingrijpende veranderingen toen de oude kostuums werden vervangen door lederen outfits.
In 2001 bracht Death SS de ep Let the Sabbath Begin en de single Transilvania vrijwel gelijktijdig uit. Op de eerste staat Hymn of the Satanic Empire en The Battle Hymn of the Apocalypse, die oorspronkelijk werd geschreven door Anton Szandor LaVey en daar een eerbetoon aan brengt. The 7th Seal verscheen in 2006, waarvan de titel verwijst naar een magisch ritueel dat de band ten tijde van hun oprichting had uitgevoerd en met dit album had vervuld. Het album heeft een apocalyptische sfeer en bevat onder meer verwijzingen naar de openbaring van Johannes, de Kabbala, numerologie met verwijzing naar het getal zeven en de seksuele praktijken van tantrische magie.
Ter gelegenheid van de dertigste verjaardag van de band speelde Death SS een concert op de Headbangers Open Air in 2008, die door verschillende partijen werd beschouwd als een afscheid van de band. Dit werd echter niet bevestigd, omdat Death SS geïsoleerde optredens bleef hebben en vanaf 2012 aan het achtste album Resurrection begon te werken in een permanente bezetting, dat een jaar later werd uitgebracht.

## Discografie

### Demo's
- 1981: Horned God of the Witches
- 1982: Demo II

### Studioalbums
- 1988: ...in Death of Steve Sylvester (Discomagic/Metalmaster)
- 1989: Black Mass (Discomagic/Metalmaster)
- 1991: Heavy Demons (Contempo Records/Rosemary's Baby)
- 1997: Do What Thou Wilt (Lucifer Rising)
- 2000: Panic (Lucifer Rising)
- 2002: Humanomalies (Lucifer Rising)
- 2006: The 7th Seal (Lucifer Rising)
- 2013: Resurrection (Lucifer Rising)
- 2018: Rock 'n' Roll Armageddon (Lucifer Rising)
- 2021: X (Lucifer Rising)

### Livealbums
- 1992: The Cursed Concert (Contempo Records)
- 1998: Il ritorno degli occulti (Cursed Coven, limiet 200 stuks)
- 2006: Live 1990: The Complete Black Mass Show (Cursed Coven, limiet 200 stuks)
- 2009: Live 2008 I – Gods of Metal (zelf uitgebracht)

### Singles
- 1982: Zombie/Terror (zelf uitgebracht)
- 1982: The Night of the Witch (zelf uitgebracht)
- 1983: Profanation (zelf uitgebracht)
- 1989: Horrible Eyes (Lucifer Rising)
- 1989: Vampire (Metalmaster)
- 1989: In the Darkness/The Mandrake Root (Metalmaster)
- 1991: Heavy Demons / Baphomet (Contempo Records)
- 1996: Chains of Death (Lucifer Rising)
- 1997: Come to the Sabbath (Lucifer Rising)
- 1997: Guardian Angel (Lucifer Rising)
- 2003: Hell on Earth (Lucifer Rising, Promo-Single)
- 2003: Sinful Dove (Lucifer Rising, Picture-Single)
- 2004: The Sleep of Reason (Lucifer Rising, Promo-Single)
- 2005: Give 'em Hell (Lucifer Rising)
- 2005: Der Golem (D-Maniacs)
- 2013: Ogre's Lullaby (Lucifer Rising)
- 2014: Dionysus (Lucifer Rising)

### Ep's
- 1983: Evil Metal (Metal Eye)
- 1990: Kings of Evil (Metalmaster)
- 1991: Where Have You Gone? (Contempo Records)
- 1993: Straight to Hell (Contempo Records)
- 1998: Baron Samedi (Lucifer Rising)
- 1999: Scarlet Woman (Lucifer Rising)
- 2000: Hi-Tech Jesus (Lucifer Rising)
- 2000: Lady of Babylon (Lucifer Rising)
- 2001: Let the Sabbath Begin (Lucifer Rising)
- 2001: Transilvania (Lucifer Rising, Single)
- 2003: Pain (Lucifer Rising)
- 2012: The Darkest Night (Lucifer Rising)
- 2013: Eaters (Lucifer Rising)

### Compilaties
- 1987: The Story of Death SS (1977–1984) (Minotauro)
- 1995: The Cursed Singles (Avantgarde Music, boxset)
- 1996: Horror Music: The Best of Death SS (Lucifer Rising)
- 1998: Night of the Living Death SS (Lucifer Rising, boxset)
- 1998: The 666 Box (Lucifer Rising, boxset)
- 2004: The Horned God of the Witches (Lucifer Rising)
- 2006: Heavy Demos (Cursed Coven)
- 2007: The Do What Thou Wilt Demo Sessions (Cursed Coven)
- 2007: 30 Years of Horror Music (zelf uitgebracht, Box-Set)
- 2011: All the Colors of the Dark - The Very Best of Death SS (Under Fire)
- 2014: Horror Music Vol. 2 (Under Fire)
- 2019: Rarities, Live & Outtakes - An Exclusive for the Cursed Coven (Cursed Coven)
- 2019: The Story of Death SS - Early Demos & Live Recordings 1977-1984 / The Horned God of the Witches (Skol Records)
- 2020: The Evil Singles - 1982 / 1997 (Skol Records)

### VHS/DVD
- 1992: The Video 1988–1990 (Cursed Coven, VHS)
- 1993: The Cursed Show (Contempo Records, VHS)
- 2003: Let the Panic Begin (Lucifer Rising, DVD)